# جایزه فیلم ماینیچی
جایزه فیلم ماینیجی (ژاپنی: 毎日映画コンクール) نام یک جایزه سینمایی است که همه ساله در کشور ژاپن، به برترین‌های صنعت فیلم‌سازی اعطا می‌شود و نخستین جایرهٔ جشنواره‌ای فیلم در ژاپن محسوب می‌شود.
حامیِ مالی این جایزه، روزنامه و بنگاه خبری «ماینیجی شینبون» است که از سال ۱۹۴۶، یکی از مهمترین روزنامه‌های کشور ژاپن محسوب می‌شود.

## جوایز
جوایز سینمایی در رشته‌های زیر اعطا می‌شود:
- بهترین فیلم
- بهترین کارگردان
- بهترین فیلم‌برداری
- بهترین کارگردانی هنری
- بهترین فیلم انیمیشن
- بهترین بازیگر نقش اصلی مرد
- بهترین بازیگر نقش مکمل مرد
- بهترین بازیگر نقش اصلی زن
- بهترین بازیگر نقش مکمل زن
- بهترین موسیقی فیلم
- بهترین فیلم خارجی
- بهترین فیلم‌نامه
- بهترین صدابرداری
- جایزه «نوبرو اوفوجی» (برای انیمه‌ها)